# Tutu.ru
Tutu.ru — российский онлайн-сервис для организации путешествий. Позволяет покупать билеты на поезд, самолёт и автобус, бронировать отели, туры и экскурсии.

## История
В сентябре 2003 года Дмитрий Храпов и Юрий Титов, заканчивавшие к тому моменту Механико-математический факультет МГУ, создали сайт с ежедневно обновляемым расписанием электричек Московского региона. Изначально создатели сами ездили по вокзалам и фотографировали расписания электричек и сообщения об отмене поездов, позднее стали использовать информацию от пользователей сайта, которые сами фотографировали и отправляли данные создателям сайта.
Спустя год на сайте разместили рекламу. В 2005 году на сайт добавили расписания поездов дальнего следования. Весной 2006 года через сайт стали продавать билеты: в это время РЖД не продавали электронных билетов, поэтому билет заказывался через сайт, потом курьер покупал билет на вокзале и привозил заказчику.
В 2008 году на сайте начали продаваться электронные билеты. В 2007 году к билетам на поезд добавились билеты на самолёт, в 2014 году — пакетные туры, в 2016 году — междугородные и международные автобусы, в 2019 году запустили Туту Приключения — платформу для поиска и бронирования авторских и тематических туров.
В 2011 году появилось мобильное приложение Tutu с расписанием электричек. В 2020 году через него стало возможным купить билет на электричку и пройти в вагон по смартфону. 
По данным «Коммерсанта», с 2012 года компания бурно росла. При этом у неё имелись проблемы с ошибками в расписаниях поездов, с которыми боролись при помощи программы, которая уточняла график с учётом скорости поездов. Также на сайте использовалась инновация в виде автоматической покупки билета на поезд без свободных мест при появлении таковых. 
В 2016 году появились отдельные мобильные приложения от Tutu для покупки билетов на поезда, авиабилетов и билетов на автобусы. В 2017 году было запущено единое мобильное приложение для сравнения и покупки билетов на поезда, самолёты и автобусы.
В 2021 году Tutu.ru подключился к Единой федеральной системе мониторинга и контроля пассажирских перевозок автобусами (ЕФС МКПП), цель которой — сокращение нелегального сегмента в автобусных перевозках.
В 2022 году в единое приложение добавили бронирование отелей. В 2023 году Роскачество признало приложение Tutu одним из лучших для покупки авиабилетов. 
В 2024 году у головного юрлица — АО «Диджитс» — сменилась структура собственности. Изменение структуры владения произошло в 2024 году и отражено в пояснениях к бухгалтерской отчетности компании. По состоянию на конец 2023 года конечными бенефициарами АО «Диджитс» были основатели сервиса Дмитрий Храпов и Юрий Титов, следует из документов. Но в пояснениях к бухгалтерской отчетности юрлица за 2024 год сказано, что теперь единственным акционером АО «Диджитс» выступает комбинированный закрытый паевой инвестиционный фонд (ЗПИФ) «МК Инвестиционные решения 2». Он находится в доверительном управлении АО «Управляющая компания «Мой Капитал».  

## Показатели
Юридически принадлежит компании ООО «Глобус Медиа».
По данным СПАРК, в 2012 году выручка составила около 92,3 млн руб., чистая прибыль — 15,1 млн руб.; в 2017 году выручка составила 642,1 млн руб., чистая прибыль — 113,6 млн руб., число уникальных посетителей в месяц — 20 млн, общее число установок приложений — 5,6 млн.
По данным Alexa.com на 20 ноября 2018 года, сайт Tutu.ru занимает по посещаемости 2939-е место в мире и 145-е в России По данным SimilarWeb на 20 ноября 2018 года, сайт Tutu.ru находился на 1896-м месте в мире, 108-м в России и 28-м в категории Travel. По данным SimilarWeb за июль 2023 года, сайт Tutu.ru находился на 909-м месте в мире, 54-м в России и 1-м в категории Travel в России. Посещаемость сайта в июле 2023 года оценивается в 51,4 млн визитов. 
По состоянию на 2017 год, Tutu.ru занимает второе место после РЖД по продажам билетов на поезда и входит в первую пятёрку по продажам авиабилетов.